# دختری به نام تندر
دختری به نام تندر فیلمی به کارگردانی و نویسندگی حمیدرضا آشتیانی‌پور محصول سال ۱۳۷۹ است.

## خلاصه داستان
آذر دوست ندارد دختر باشد و نسبت به جنسیت خود معترض است پس همیشه به دنبال بروز رفتارهای پسرانه است . مثل موتور سواری. تا اینکه با داستان دختری به نام تندر برخورد میکند و...

## بازیگران
- خسرو شکیبایی
- لادن مستوفی
- پارسا پیروزفر
- ماهایا پطروسیان
- محمدرضا شریفی‌نیا
- امیرحسین صدیق
- حسن جوهرچی
- بهزاد فراهانی
- نیکو خردمند
- اکبر رحمتی
- آناهیتا همتی
- شمسی فضل‌الهی
- سیامک اطلسی
- فهیمه راستکار
- سیروس کهوری نژاد
- مهراوه شریفی نیا
- سروش خلیلی
- فاطمه طاهری
- علیرضا معتمدی
- اکبر دودکار
- زهرا سعیدی
- عطاءاله صفرپور
- شیوا شفاف
- حسام الدین آشتیانی پور
- ناصر شیخ عظیمی
- محمد اعتمادالسلطنه
- محمدرضا میرزاخانی
- محمد موفق
- مهدی رنجه
- قدسی فرزادمنش
- محمدرضا علیرضایی
- محمدرضا علیرضایی
- فریبا مهاجر
- لیلا خاتمی
- رضا ایلخانی
- عباس مهاجر
- مهران همتیان
- نورا ربیعی پور